# جام کنفدراسیون‌ها ۲۰۰۵
جام کنفدراسیون‌ها ۲۰۰۵ هفتمین دورهٔ جام کنفدراسیون‌ها بود که در ژوئن ۲۰۰۵ به میزبانی آلمان برگزار شد و برزیل در دیدار نهایی جام موفق شد با نتیجهٔ ۴ بر ۱ مقابل آرژانتین به برتری دست یافته و به دومین مقام قهرمانی خود در این مسابقات برسد. همچنین از این دوره به بعد فیفا مقرر کرد که جام کنفدراسیون‌ها در کشور میزبان جام جهانی و یک سال پیش از شروع آن برگزار گردد.

## تیم‌های شرکت‌کننده

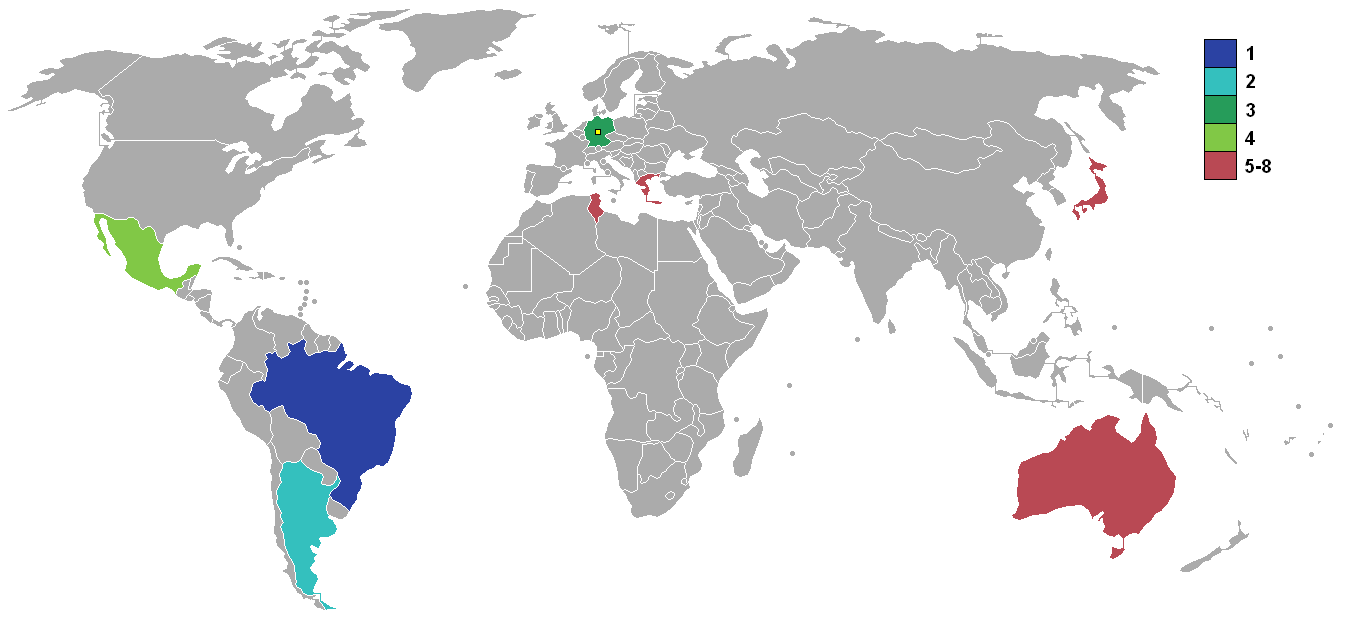
تیم‌های شرکت‌کننده در جام کنفدراسیون‌ها ۲۰۰۵

| تیم      | کنفدراسیون | عنوان                            | تاریخ کسب مجوز | تعداد حضور |
| -------- | ---------- | -------------------------------- | -------------- | ---------- |
| آلمان    | یوفا       | میزبان جام جهانی ۲۰۰۶            | ۷ ژوئیه ۲۰۰۰   | ۲          |
| برزیل    | کونمبول    | قهرمان جام جهانی ۲۰۰۲            | ۳۰ ژوئن ۲۰۰۲   | ۵          |
| مکزیک    | کونکاکاف   | قهرمان جام طلایی کونکاکاف ۲۰۰۳   | ۲۷ ژوئیه ۲۰۰۳  | ۵          |
| تونس     | کاف        | قهرمان جام ملت‌های آفریقا ۲۰۰۴    | ۱۴ فوریه ۲۰۰۴  | ۱          |
| یونان    | یوفا       | قهرمان یورو ۲۰۰۴                 | ۴ ژوئیه ۲۰۰۴   | ۱          |
| آرژانتین | کونمبول    | نایب‌قهرمان کوپا آمریکا ۲۰۰۴      | ۲۵ ژوئیه ۲۰۰۴  | ۳          |
| ژاپن     | اِی اِف سی   | قهرمان جام ملت‌های آسیا ۲۰۰۴      | ۷ آگوست ۲۰۰۴   | ۴          |
| استرالیا | اُ اِف سی    | قهرمان جام ملت‌های اقیانوسیه ۲۰۰۴ | ۱۲ اکتبر ۲۰۰۴  | ۳          |

1. ↑  آرژانتین (نایب‌قهرمان کوپا آمریکا ۲۰۰۴) به‌دلیل این‌که برزیل همزمان قهرمان جام جهانی ۲۰۰۲ و کوپا آمریکا ۲۰۰۴ بود، به‌عنوان نمایندهٔ آمریکای جنوبی در مسابقات حضور پیدا کرد.

## ورزشگاه‌ها
| فرانکفورت                    | کلن                                                             | هانوفر                                                          |
| ---------------------------- | --------------------------------------------------------------- | --------------------------------------------------------------- |
| ورزشگاه کومرتسبانک آرنا      | ورزشگاه راین انرژی                                              | ورزشگاه آ و دی-آرنا                                             |
| گنجایش: ۴۸٬۱۳۲ نفر           | گنجایش: ۴۶٬۱۲۰ نفر                                              | گنجایش: ۴۴٬۶۵۲ نفر                                              |
|                              |                                                                 |                                                                 |
| لایپزیگ                      | فرانکفورتکلنهانوفرلایپزیگنورنبرگجام کنفدراسیون‌ها ۲۰۰۵ (آلمان) · | فرانکفورتکلنهانوفرلایپزیگنورنبرگجام کنفدراسیون‌ها ۲۰۰۵ (آلمان) · |
| ورزشگاه ردبول آرنا (لایپزیگ) | فرانکفورتکلنهانوفرلایپزیگنورنبرگجام کنفدراسیون‌ها ۲۰۰۵ (آلمان) · | فرانکفورتکلنهانوفرلایپزیگنورنبرگجام کنفدراسیون‌ها ۲۰۰۵ (آلمان) · |
| گنجایش: ۴۴٬۲۰۰ نفر           | فرانکفورتکلنهانوفرلایپزیگنورنبرگجام کنفدراسیون‌ها ۲۰۰۵ (آلمان) · | فرانکفورتکلنهانوفرلایپزیگنورنبرگجام کنفدراسیون‌ها ۲۰۰۵ (آلمان) · |
|                              | فرانکفورتکلنهانوفرلایپزیگنورنبرگجام کنفدراسیون‌ها ۲۰۰۵ (آلمان) · | فرانکفورتکلنهانوفرلایپزیگنورنبرگجام کنفدراسیون‌ها ۲۰۰۵ (آلمان) · |
| نورنبرگ                      | فرانکفورتکلنهانوفرلایپزیگنورنبرگجام کنفدراسیون‌ها ۲۰۰۵ (آلمان) · | فرانکفورتکلنهانوفرلایپزیگنورنبرگجام کنفدراسیون‌ها ۲۰۰۵ (آلمان) · |
| ورزشگاه فرانکن               | فرانکفورتکلنهانوفرلایپزیگنورنبرگجام کنفدراسیون‌ها ۲۰۰۵ (آلمان) · | فرانکفورتکلنهانوفرلایپزیگنورنبرگجام کنفدراسیون‌ها ۲۰۰۵ (آلمان) · |
| گنجایش: ۴۱٬۹۲۶ نفر           | فرانکفورتکلنهانوفرلایپزیگنورنبرگجام کنفدراسیون‌ها ۲۰۰۵ (آلمان) · | فرانکفورتکلنهانوفرلایپزیگنورنبرگجام کنفدراسیون‌ها ۲۰۰۵ (آلمان) · |
|                              | فرانکفورتکلنهانوفرلایپزیگنورنبرگجام کنفدراسیون‌ها ۲۰۰۵ (آلمان) · | فرانکفورتکلنهانوفرلایپزیگنورنبرگجام کنفدراسیون‌ها ۲۰۰۵ (آلمان) · |

## داوران
| آفریقا - مراد الدعمی آسیا - شمس‌المائدین اروپا - هربرت فاندل - لوبوس میشل - روبرتو روزتی | آمریکای شمالی، مرکزی و کارائیب - پیتر پرندرگاست اقیانوسیه - متیو بریز آمریکای جنوبی - کارلوس چاندیا - کارلوس آماریا |

## مرحلهٔ گروهی[۴]

### گروه ۱
| رتبه | تیم      | بازی | برد | مساوی | باخت | زده | خورده | تفاضل | امتیاز | توضیحات            |
| ---- | -------- | ---- | --- | ----- | ---- | --- | ----- | ----- | ------ | ------------------ |
| ۱    | آلمان    | ۳    | ۲   | ۱     | ۰    | ۹   | ۵     | ۴+    | ۷      | صعود به نیمه‌نهایی  |
| ۲    | آرژانتین | ۳    | ۲   | ۱     | ۰    | ۸   | ۵     | ۳+    | ۷      | صعود به نیمه‌نهایی  |
| ۳    | تونس     | ۳    | ۱   | ۰     | ۲    | ۳   | ۵     | ۲−    | ۳      | حذف از مرحلهٔ گروهی |
| ۴    | استرالیا | ۳    | ۰   | ۰     | ۳    | ۵   | ۱۰    | ۵−    | ۰      | حذف از مرحلهٔ گروهی |

نحوهٔ قرار گرفتن در جدول:
1st امتیاز،
2nd تفاضل،
3rd گل زده

رتبه = رتبه در جدول، بازی = تعداد بازی، برد = بازی‌های برده، مساوی = بازی‌های مساوی، باخت = بازی‌های باخته، زده = گل زده، خورده = گل خورده، تفاضل = تفاضل گل، امتیاز = امتیاز گرفته 
| آرژانتین                          | ۲–۱   | تونس                 |
| --------------------------------- | ----- | -------------------- |
| ریکلمه ۳۳' (پنالتی) · ساویولا ۵۷' | گزارش | قمامدیه ۷۲' (پنالتی) |

| آلمان                                                         | ۴–۳   | استرالیا                       |
| ------------------------------------------------------------- | ----- | ------------------------------ |
| کورانی ۱۷' · مرته‌ساکر ۲۳' · بالاک ۶۰' (پنالتی) · پودولسکی ۸۸' | گزارش | اسکوکو ۲۱' · الویسی ۳۱'، ۲+۹۰' |

| تونس | ۰–۳   | آلمان                                            |
| ---- | ----- | ------------------------------------------------ |
|      | گزارش | بالاک ۷۴' (پنالتی) · شواینشتایگر ۸۰' · هانکه ۸۸' |

| استرالیا                 | ۲–۴   | آرژانتین                                   |
| ------------------------ | ----- | ------------------------------------------ |
| الویسی ۶۱' (پنالتی)، ۷۰' | گزارش | فیگروآ ۱۲'، ۵۳'، ۸۹' · ریکلمه ۳۱' (پنالتی) |

| استرالیا | ۰–۲   | تونس            |
| -------- | ----- | --------------- |
|          | گزارش | سانتوس ۲۶'، ۷۰' |

| آرژانتین                  | ۲–۲   | آلمان                   |
| ------------------------- | ----- | ----------------------- |
| ریکلمه ۳۳' · کامبیاسو ۷۴' | گزارش | کورانی ۲۹' · آزاموا ۵۱' |

### گروه ۲
| رتبه | تیم   | بازی | برد | مساوی | باخت | زده | خورده | تفاضل | امتیاز | توضیحات            |
| ---- | ----- | ---- | --- | ----- | ---- | --- | ----- | ----- | ------ | ------------------ |
| ۱    | مکزیک | ۳    | ۲   | ۱     | ۰    | ۳   | ۱     | ۲+    | ۷      | صعود به نیمه‌نهایی  |
| ۲    | برزیل | ۳    | ۱   | ۱     | ۱    | ۵   | ۳     | ۲+    | ۴      | صعود به نیمه‌نهایی  |
| ۳    | ژاپن  | ۳    | ۱   | ۱     | ۱    | ۴   | ۴     | ۰     | ۴      | حذف از مرحلهٔ گروهی |
| ۴    | یونان | ۳    | ۰   | ۱     | ۲    | ۰   | ۴     | ۴−    | ۱      | حذف از مرحلهٔ گروهی |

نحوهٔ قرار گرفتن در جدول:
1st امتیاز،
2nd تفاضل،
3rd گل زده

رتبه = رتبه در جدول، بازی = تعداد بازی، برد = بازی‌های برده، مساوی = بازی‌های مساوی، باخت = بازی‌های باخته، زده = گل زده، خورده = گل خورده، تفاضل = تفاضل گل، امتیاز = امتیاز گرفته 
| ژاپن           | ۱–۲   | مکزیک                  |
| -------------- | ----- | ---------------------- |
| یاناگیساوا ۱۲' | گزارش | زینیا ۳۹' · فونسکا ۶۴' |

| برزیل                                   | ۳–۰   | یونان |
| --------------------------------------- | ----- | ----- |
| آدریانو ۴۱' · روبینیو ۴۶' · جونینیو ۸۱' | گزارش |       |

| یونان | ۰–۱   | ژاپن      |
| ----- | ----- | --------- |
|       | گزارش | وگورو ۷۶' |

| مکزیک      | ۱–۰   | برزیل |
| ---------- | ----- | ----- |
| بورگتی ۵۹' | گزارش |       |

| یونان | ۰–۰   | مکزیک |
| ----- | ----- | ----- |
|       | گزارش |       |

| ژاپن                     | ۲–۲   | برزیل                        |
| ------------------------ | ----- | ---------------------------- |
| ناکامورا ۲۷' · وگورو ۸۸' | گزارش | روبینیو ۱۰' · رونالدینیو ۳۲' |

## مرحلهٔ حذفی

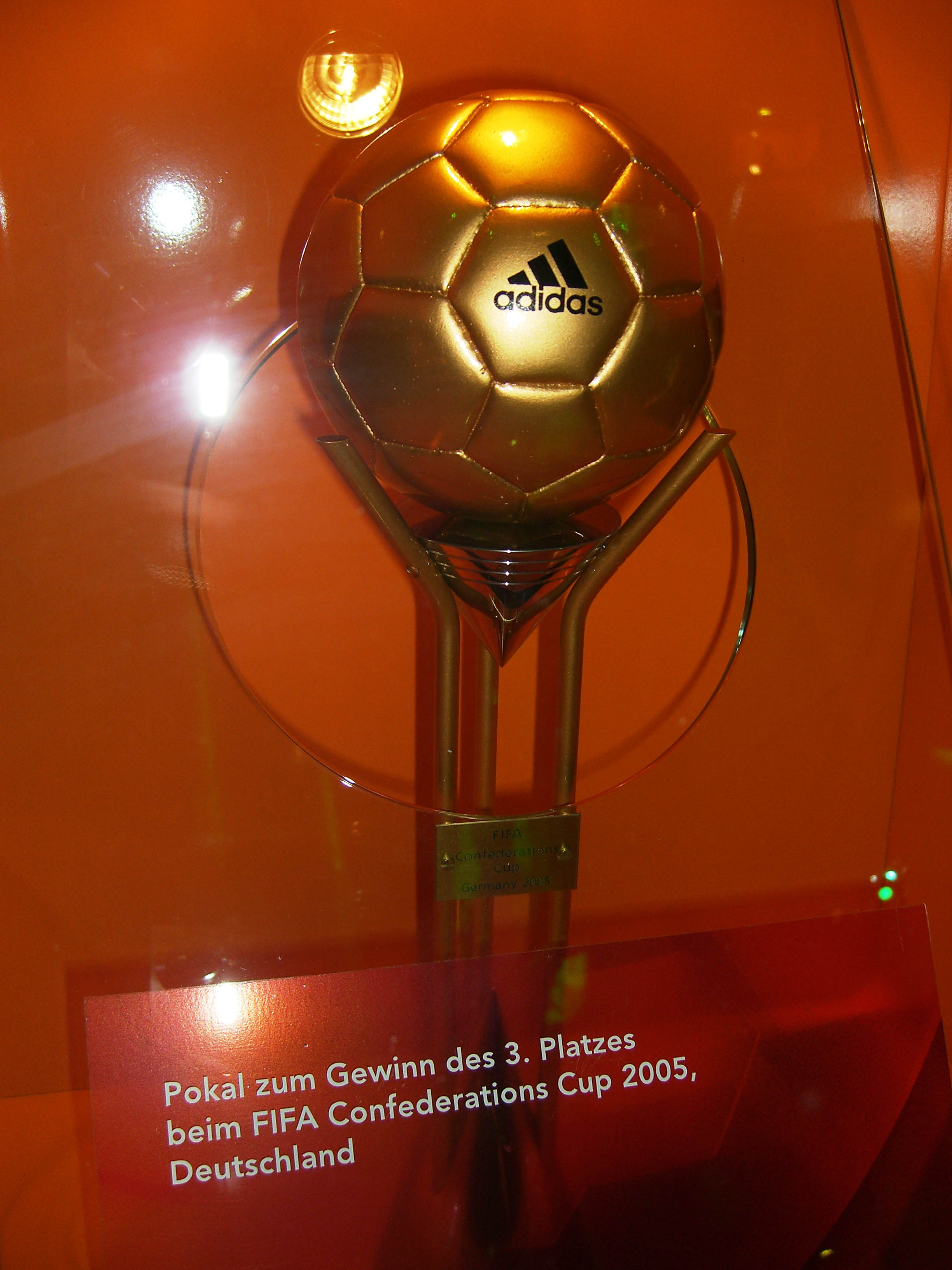
تصویر کاپ مقام سومی در جام کنفدراسیون‌ها ۲۰۰۵

|  | نیمه‌نهایی‌         | نیمه‌نهایی‌        |   |                   | نهایی               | نهایی |  |
|  |                   |                  |   |                   |                     |       |  |
|  | ۲۵ ژوئن - نورنبرگ |                  |   |                   |                     |       |  |
|  | آلمان             | ۲                |   |                   |                     |       |  |
|  | برزیل             | ۳                |   |                   |                     |       |  |
|  |                   |                  |   |                   |                     |       |  |
|  |                   |                  |   |                   | ۲۹ ژوئن - فرانکفورت |       |  |
|  |                   |                  |   |                   | برزیل               | ۴     |  |
|  |                   | آرژانتین         | ۱ |                   |                     |       |  |
|  |                   |                  |   |                   |                     |       |  |
|  |                   |                  |   |                   |                     |       |  |
|  |                   |                  |   |                   | مقام سومی           |       |  |
|  | ۲۶ ژوئن - هانوفر  | ۲۶ ژوئن - هانوفر |   | ۲۹ ژوئن - لایپزیگ | ۲۹ ژوئن - لایپزیگ   |       |  |
|  | مکزیک             | ۱ (۵)            |   | آلمان (وقت اضافه) | ۴                   |       |  |
|  | آرژانتین (پنالتی) | ۱ (۶)            |   |                   | مکزیک               | ۳     |  |

### نیمه‌نهایی
| آلمان                               | ۲–۳   | برزیل                                      |
| ----------------------------------- | ----- | ------------------------------------------ |
| پودولسکی ۲۳' · بالاک ۳+۴۵' (پنالتی) | گزارش | آدریانو ۲۱'، ۷۶' · رونالدینیو ۴۳' (پنالتی) |

| مکزیک                                           | ۱–۱ (و.ا.) | آرژانتین                                             |
| ----------------------------------------------- | ---------- | ---------------------------------------------------- |
| سالسیدو ۱۰۴'                                    | گزارش      | فیگورآ ۱۱۰'                                          |
| ضربات پنالتی                                    |            |                                                      |
| پرز · پاردو · بورگتی · سالسیدو · پیندا · اسوریو | ۵–۶        | ریکلمه · رودریگز · آیمار · گالتی · سورین · کامبیاسیو |

### رده‌بندی
| آلمان                                                | ۴–۳ (و.ا.) | مکزیک                        |
| ---------------------------------------------------- | ---------- | ---------------------------- |
| پودولسکی ۳۷' · شواینشتایگر ۴۱' · هوث ۷۹' · بالاک ۹۷' | گزارش      | فونسکا ۴۰' · بورگتی ۵۸'، ۸۵' |

### فینال
| برزیل                                        | ۴–۱   | آرژانتین  |
| -------------------------------------------- | ----- | --------- |
| آدریانو ۱۱'، ۶۳' · کاکا ۱۶' · رونالدینیو ۴۷' | گزارش | آیمار ۶۵' |

## قهرمان
| قهرمان جام کنفدراسیون‌ها ۲۰۰۵ |
| ---------------------------- |
| · برزیل · دومین عنوان        |

## جوایز
| برندهٔ توپ طلایی | برندهٔ کفش طلایی | جایزهٔ بازی جوانمردانه |
| --------------- | --------------- | --------------------- |
| آدریانو         | آدریانو         | یونان                 |

| برندهٔ توپ نقره‌ای  | برندهٔ کفش نقره‌ای |
| ----------------- | ---------------- |
| خوان رومان ریکلمه | میشائل بالاک     |
| برندهٔ توپ برنزی   | برندهٔ کفش برنزی  |
| رونالدینیو        | جان الویسی       |

## گلزنان برتر
| ۵ گل - آدریانو ۴ گل - لوسیانو فیگورآ - جان الویسی - میشائل بالاک | ۳ گل - خوان رومان ریکلمه - رونالدینیو - لوکاس پودولسکی - خارد بورگتی |